# ロバート・ブルーワー
ロバート・ブルーワー（英語: Robert Lee Brewer、1939年3月1日 - ）は、アメリカ合衆国、アルハンブラ出身のフィギュアスケート選手（男子シングル）。1960年スコーバレーオリンピックアメリカ合衆国代表。

## 主な戦績
| 大会/年      | 1956-57 | 1957-58 | 1958-59 | 1959-60 |
| ------------ | ------- | ------- | ------- | ------- |
| オリンピック |         |         |         | 7       |
| 世界選手権   | 8       | 10      | 11      |         |
| 全米選手権   | 4       | 4       | 3       | 3       |